# نوم صحي
يشير مفهوم النوم الصحي إلى الممارسة السلوكية والبيئية الموصى بها بهدف تحسين جودة النوم، والذي تم تطويره في أواخر السبعينيات كطريقة مساعدة للأشخاص الذين يعانون من الأرق الخفيف إلى المعتدل، ولكن اعتبارًا من عام 2014، كان الدليل على فعالية هذه التوصيات الفردية محدودًا وغير مقنع. حيث يقيم الأطباء النوم الصحي بالنسبة للأشخاص الذين يعانون من الأرق وظروفٍ أخرى مثل الاكتئاب، وكما يقدمون هذه التوصيات بناءً على نتائج التقييم. تتضمن توصيات النوم الصحي وضع جدول منتظم للنوم، وذلك بأخذ القيلولة بعناية تامة، وعدم ممارسة التمارين البدنية أو العقلية قبل النوم بفترة قصيرة، والحد من القلق، وتجنب التعرض للضوء في الساعات التي تسبق النوم، والخروج من السرير إذا لم يراودك النعاس، وعدم استخدام السرير إلا للنوم وممارسة الجنس. كما يجب تجنب الكحول و النيكوتين والكافيين والمنشطات الأخرى قبل النوم بساعاتٍ قليلة، ومحاولة توفير بيئة هادئة ومظلمة للنوم.

## التقييم
يمكن تقييم النوم الصحي ومعرفته عن طريق الممارسة باستخدام بعض التدابير مثل مؤشر النوم الصحي، مقياس مستوى الوعي الصحي للنوم، أو اختبار النوم الصحي الذاتي. أما بالنسبة للأفراد الأصغر سناً، يتم تقييم النوم الصحي لديهم من خلال مقياس النوم الصحي بالنسبة للمراهقين، أو مقياس النوم الصحي الخاص بالأطفال.

## التوصيات
يختار الأطباء هذه التوصيات لتحسين جودة النوم لكل فرد، من خلال تقديم المشورة كطريقة من طرق تعليم المريض.

## الجدول الزمني للنوم
لا يوجد سوى مجموعة واحدة من التوصيات  المتعلقة بتوقيت النوم. بالنسبة للبالغين، يرتبط النوم أقل من 7 إلى 8 ساعات بعدد من حالات العجز الجسدي والعقلي، وبالتالي، فإن النوم الصحي تسمح للفرد بأخذ قسطٍ كافٍ من النوم. وكثيرا ما ينصح الأطباء باستخدام ساعات الليل للنوم بدلا من القيلولة، في حين يمكن أن تكون القيلولة مفيدة بعد الحرمان من النوم، أما في الظروف العادية يكون النوم في ساعات الليل أفضل. قد تؤثر القيلولة بشكلٍ سلبي على نوم الشخص وأداءه، لذلك فإن أخذ قسطَا من القيلولة يعتمد على المدة والتوقيت، فعلى سبيل المثال  تكون القيلولة القصيرة في منتصف النهار أقل ضررًا. وكما يجب التركيز على أهمية الاستيقاظ في الوقت نفسه تقريبًا كل صباح، وبشكل عام يجب أن يكون لك جدول نوم منتظم.

## الأنشطة
التمرين هو نشاط يمكن أن يسهّل جودة النوم أو يعوقها؛حيث يستطيع الأشخاص الحصول على جودة أفضل من النوم لأولئك الذين لا يقومون بأي تمرين. إن ممارسة الرياضة في وقت متأخر جدًا من اليوم يمكن أن تكون منشطة وتؤخر النوم. تساعد زيادة التعرض للضوء الطبيعي أثناء النهار وتجنب الإضاءة الساطعة في الساعات التي تسبق وقت النوم في تعزيز الجدول الزمني للنوم والاستيقاظ مع تعاقب الليل والنهار بشكل يومي وطبيعي. 
إن الأنشطة التي تقلل من نشاط الاستثارة الفسيولوجية والنشاط المعرفي تعزز النوم، لذا ننصح بممارسة أنشطة الاسترخاء قبل النوم. وعلى عكس ذلك، فقد أثبتت الأبحاث إن الاستمرار بأنشطة العمل المهمة أو التخطيط قبل النوم بوقت قصير أثناء استلقائك على السرير يؤخر النوم. بالإضافة إلى أن النوم الصحي يتضمن تقليل الوقت الذي يقضيه الشخص في التفكير في المخاوف أو أي شيء يزعجه عاطفيًا قبل وقت النوم بفترة قصيرة. قد تؤدي محاولة النوم عن قصد إلى الإحباط الذي يمنع النوم؛ لذلك، فإنه في مثل هذه الحالات ينصح الشخص  بالنهوض من السرير وتجربة شيء آخر لفترة قصيرة من الوقت.
وبشكل عام، إن الأشخاص الذين يعانون من صعوبات في النوم، فإن قضاء وقت أقل في السرير ينتج عنه نومًا أكثر عمقًا واستمرارًا. وكما يوصي الأطباء في كثير من الأحيان بعدم الاستلقاء على السرير لأي أنشطة باستثناء النوم (أو الجنس). 
المواد الغذائية 
تم العثور على عدد من الأطعمة والمواد التي تعيق النوم، بسبب آثار المنشطات أو اضطرابات الجهاز الهضمي. ويوصي معظم أخصائيي النظافة الصحية بتجنب تناول النيكوتين والكافيين (بما في ذلك القهوة ومشروبات الطاقة والمشروبات الغازية والشاي والشوكولاتة وبعض مسكنات الألم) وغيرها من المنشطات في الساعات التي تسبق وقت النوم. حيث تعمل هذه المواد على تنشيط النظم العصبية الحيوية التي تحافظ على الاستيقاظ. ولا ينصح الأطباء بتناول الكحول قبل النوم بفترة قصيرة، لأنه على الرغم من أن الكحول يمكن أن يسبب النعاس في البداية، إلا أن الاستثارة الناتجة عن عملية استقلاب الكحول تؤدي إلى إعاقة النوم وتقطعه. بإلاضافة إلى ذلك ، يقلل تعاطي منتجات التبغ قبل النوم من نوعية الراحة من خلال تقليل الوقت الذي يقضيه الشخص أثناء نومه بعمق، وبالتالي يؤدي إلى تقطع النوم والإصابة بالأرق أثناء الليل. و يوصي الأطباء بتناول وجبة خفيفة قبل النوم، لأن تناول وجبة كبيرة من الطعام قبل النوم بقليل يتطلب جهد أكبر لهضمه ، ويرتبط الجوع بعدم القدرة على النوم. وأخيرا ، إن الحد من تناول السوائل قبل النوم يمكن أن يمنع تقطع البول.

## بيئة النوم
يُنصح بتوفير بيئة نوم هادئة ومظلمة جدًا وباردة. فقد ثبت أن الضوضاء والضوء ودرجات الحرارة غير المريحة تؤدي إلى عدم انتظام النوم. وكما تتضمن التوصيات الأخرى التي يتم إجراؤها بشكل متكرر، أنه على الرغم من كونها أقل دراسة، إلا أنها  تهدف إلى  اختيار المراتب والفراش والوسائد المريحة، وإزالة الساعة الموجودة أمام الشخص في غرفة النوم ، لمنع التركيز على مرور الوقت عند محاولة النوم. 
في عام 2015، نتج عن مراجعة منهجية لدراسة المراتب، أن المراتب متوسطة الحجم والضخمة هي الخيار الأفضل لمن يعاني من الألم، وكما أنها جيدة لاستقامة العمود الفقري.

## الكفاءة
تستخدم دراسات النوم الصحي - اعتبارًا من عام 2014- مجموعات مختلفة من توصيات النوم الصحي، والدليل على تطورها، يعمل النوم الصحي على تحسين جودة النوم الضعيف وغير المشبع. فقد أجريت معظم الأبحاث حول مبادئ النوم الصحي في الأوساط السريرية، وهناك حاجة لمزيد من الأبحاث حول الأوساط غير السريرية. 
تختلف قوة الدعم البحثي لكل توصية. فبعض التوصيات المدعومة والمدعومة بشكل أقوى تشمل الآثار السلبية لبيئات النوم المزعجة، وتناول الكحول قبل النوم بفترة قصيرة، والمشاركة في المهام العقلية المعقدة قبل النوم، وإجبار الشخص نفسه على النوم. إلا أن هناك نقص في الأدلة للتوصيات الخاصة بالنوم الصحي، بما في ذلك الحصول على مرتبة أكثر راحة، وإزالة الساعات من غرفة النوم، وعدم القلق، والحد من شرب السوائل. هناك بعض التوصيات الأخرى التي تحتوي على أدلة أكثر تعقيدًا ، مثل الآثار الناتجة عن  القيلولة أو ممارسة التمارين الرياضية،. فعلى سبيل المثال، يبدو أن آثار القيلولة تعتمد على طول وتوقيت القيلولة، بالتزامن مع كمية النوم المتراكم للفرد في الليالي الأخيرة.
هناك دعم يظهر نتائج النوم الإيجابي للأشخاص الذين يتبعون أكثر من توصية للنوم الصحي.
في حين أن هناك أدلة قاطعة على أن النوم الصحي يعد علاجًا فعالًا للأرق، فقد أظهرت بعض الدراسات البحثية تحسنًا لدى  المرضى الذين يعانون من الأرق، والذين يتلقون تعليم النوم الصحي مع تلقي العلاج السلوكي المعرفي.

## المجموعات السكانية الخاصة
يعد النوم الصحي مكون أساسي من مكونات العلاج السلوكي المعرفي للأرق. وقد أظهرت توصيات النوم الصحي للحد من أو القضاء على أعراض الأرق، أنه قد تتطلب اضطرابات النوم طرق علاج أخرى إضافية، وقد تتطلب اضطرابات النوم المستمرة مساعدة إضافية من مقدمي الرعاية الصحية. 
يتعرّض طلاب الكليات لخطر الانخراط في قلة النوم الصحي وأيضاً لعدم إدراك الآثار الناتجة عن الحرمان من النوم. نظرًا لوجود جداول أسبوعية وبيئة جامعية غير منتظمة، فمن المحتمل أن يكون لدى طلاب الجامعات جداول زمنية متغيرة  تقوم بالتأثير على عملية النوم والاستيقاظ. خلال الأسبوع ، والاعتماد على القيلولة، وتناول الكافيين أو الكحول قبل وقت النوم  بفترة قصيرة، والنوم في بيئات النوم المدمرة. وبسبب هذا، يوصي الباحثون بتعليم مفهوم النوم النظيف في الجامعات. يُطلب في جامعة هارفارد- على سبيل المثال- من جميع الطلاب الجامعيين في العام الأول القادم حضور دورة تدريبية قصيرة عبر الإنترنت عن هذا الموضوع قبل بداية فصل الخريف.
وبالمثل، يواجه العمال المناوبون صعوبة في الحفاظ على جدول استيقاظهم من النوم بشكل صحي بسبب ساعات العمل الليلية أو عدم انتظام ساعات العمل. يحتاج العمال المناوبون إلى أن يكونوا استراتيجيين فيما يتعلق بأخذ قيلولة وتناول الكافيين، لأن هذه الممارسات قد تكون ضرورية لإنتاجية العمل وسلامته، ولكن يجب أن يتم توقيتها بعناية. ولأن العمال المناوبون قد يحتاجون للنوم بينما يستيقظ أفراد آخرون، فإن التغييرات الإضافية التي تطرأ على بيئة النوم يجب أن تشمل الحد من الاضطرابات عن طريق إيقاف الهواتف ونشر اللافتات على أبواب غرف النوم لإبلاغ الآخرين عند حلول وقت النوم. 
فمن المحتمل أن يكون لدى الأفراد المصابين بالاكتئاب سلوكيات تتعارض مع النوم الصحي بسبب أعراض الحالة المزاجية المنخفضة والطاقة، مثل أخذ قيلولة خلال النهار، وتناول الكحول قبل النوم بفترة قصيرة، وتناول كميات كبيرة من الكافيين خلال النهار. بالإضافة إلى التثقيف الصحي للنوم، يمكن أن يكون العلاج بالضوء الساطع علاجًا مفيدًا للأفراد المصابين بالاكتئاب. لا يمكن للعلاج بالضوء الساطع في الصباح فقط أن يساعد في وضع جدول أفضل للنوم والاستيقاظ، إنما ثبت أيضًا أنه فعال لعلاج الاكتئاب بشكل مباشر، لا سيما عندما يتعلق بالاضطراب العاطفي الموسمي.
الأشخاص الذين يعانون من صعوبات في التنفس بسبب الربو أو الحساسية قد يواجهون عوائق إضافية أمام النوم الجيد الذي يمكن معالجته من خلال تغييرات محددة في توصيات النوم الصحي. قد تتسبب صعوبة التنفس في حدوث اضطرابات أثناء النوم، مما يقلل من القدرة على النوم براحة. أما بالنسبة للأفراد الذين يعانون من الحساسية أو الربو، يجب تزويدهم بنصائح إضافية تحفز بيئة النوم. وقد تؤدي الأدوية التي قد تحسن من القدرة على التنفس أثناء النوم إلى إعاقة النوم بطرق أخرى، لذلك يجب أن تكون هناك إدارة دقيقة لمضادات الاحتقان، ومضادات الربو، ومضادات الهستامين.

## التطبيق
تتضمن استراتيجيات النوم الصحي نصائح حول توقيت النوم وتناول الطعام بالتزامن مع ممارسة الرياضة وبيئة النوم. تعتمد هذه التوصيات على معرفة الحالة الفردية.وكما يتم تقديم المشورة كشكل من أشكال تثقيف المرضى.
ازداد عدد الموارد المتاحة في المطبوعات والإنترنت مع تزايد الاهتمام بدور الصحة العامة للنوم في تعزيز الصحة العامة. تشمل المنظمات التي تدير مبادرات الصحة العامة مؤسسة النوم الوطنية وشعبة طب النوم في كلية الطب بجامعة هارفارد، وأنشأ كلاهما مواقع إلكترونية عامة مع موارد خاصة بالنوم الصحي، مثل نصائح حول النوم الصحي، وأشرطة فيديو تعليمية، وتقييم النوم الصحي الذاتي ، واستطلاع الرأي و إحصاءات حول النوم الصحي، وأدوات تساعد على الحصول على النوم بكفاءة عالية. فقد تأسست اتفاقية تعاونية بين المراكز الأمريكية لمكافحة الأمراض والوقاية منها والأكاديمية الأمريكية لطب النوم في عام 2013 لتنسيق مشروع الوعي الصحي للنوم الصحي، بهدف رئيسي ألا وهو لزيادة مستوى الوعي بالنوم الصحي .

## التاريخ
نشر ناثانيال كلايتمان في عام 1939 مفهوم النوم الصحي، إلا أن هذا المفهوم نُشر في سياق الطب الحديث للنوم في كتاب في عام 1977 من قبل عالم النفس بيتر هواري. حيث أوجز هواري في هذا الكتاب قائمة من قواعد سلوكية تهدف إلى تعزيز النوم وتحسينه. وهناك مفاهيم مماثلة تُنسب إلى باولو مانتيقغازا الذي نشر كتابًا أصليًا ذا صلة بالموضوع في عام 1864. وفي عام 1990 ، وقد نتج عن نشر التصنيف الدولي لاضطرابات النوم  ICSD) التشخيص بعدم كفاية النوم الصحي. يعد النوم الصحي غير المناسب تصنيفًا ثانويًا لاضطراب الأرق المزمن في نشر التصنيف الدولي لاضطرابات النوم الثاني في عام 2005؛ وتمت إزالته من قبل التصنيف الدولي لاضطرابات النوم الثالث في عام 2014 إلى جانب تصنيفين آخرين، لأنهم لم يشعروا بأنهم قادرين على  إعادة تطبيقها  بشكل صحيح أثناء الممارسة السريرية.
ومع مرور الوقت تغيرت بعض توصيات النوم النظيف. فعلى سبيل المثال، تم توفير نصائح لتجنب الحبوب المنومة في مجموعات مبكرة من التوصيات، ولكن أصبحت التوصيات المتعلقة باستخدامها أكثر تعقيدًا مع إدخال المزيد من العقاقير التي تساعد على النوم.

## انظر أيضًأ
- نظم يوماوي.
- نوم ثنائي أو عديد الأطوار.